# Five Finger Death Punch
I Five Finger Death Punch (abbreviato in 5FDP o FFDP) sono un gruppo statunitense heavy metal di Las Vegas, Nevada, formatosi nel 2005.
Originariamente costituiti dal cantante Ivan Moody, dai chitarristi Zoltan Bathory e Caleb Bingham, dal bassista Matt Snell e dal batterista Jeremy Spencer, Bingham fu poi sostituito da Darrell Roberts nel 2006, che a sua volta venne rimpiazzato da Jason Hook nel 2009. Snell lasciò poi la band nel 2010 e fu sostituito da Chris Kael nel 2011.
L'album di debutto, The Way of the Fist, fu pubblicato nel 2007: dopo la sua uscita la band ha iniziato la scalata al successo rapidamente e nel 2009 esce War Is the Answer, che aumenta di molto la loro popolarità. L'11 ottobre 2011 esce il loro terzo album, American Capitalist. Tutti e tre gli album hanno venduto negli Stati Uniti più di 500 000 copie rispettivamente, venendo certificati dischi d'oro.
La band ha suonato in festival musicali internazionali tra cui il Mayhem Festival nel 2008 e nel 2010 e al Download Festival nel 2009 e 2010.

## Storia del gruppo

### Nascita della band eThe Way of the Fist(2005 – 2009)
I Five Finger Death Punch si formarono nel 2005 su iniziativa del chitarrista Zoltan Bathory, precedentemente membro degli U.P.O., e del batterista Jeremy Spencer; il nome del gruppo fu preso da una tecnica di arti marziali. Il bassista Matt Snell entrò a far parte della band all'inizio del 2006 e più tardi nello stesso anno Bathory contattò il cantante Moody, mandandogli una parte del materiale che la band aveva registrato, e gli chiese di fare un provino per la posizione di cantante; Moody si recò quindi a Los Angeles per registrare materiale con la band.
A inizio giugno 2007 il gruppo firmò un accordo con la Firm Music, una compagnia di management di successo che aveva sotto contratto gruppi come Korn, Staind e Limp Bizkit. Il 10 luglio 2007 pubblicarono il loro primo EP, Pre-Emptive Strike, esclusivamente sull'iTunes statunitense. Il primo singolo pubblicato dalla band fu The Bleeding, pubblicato il 13 luglio 2007. Il 31 luglio pubblicarono The Way of the Fist, prodotto interamente dalla band. L'album fu registrato con Stevo "Shotgun" Bruno e Mike Sarkisyan e mixato dal chitarrista Logan Mader. In seguito la band cercò un secondo chitarrista e fu provato Caleb Bingham, che però suonò solo in alcuni spettacoli con il resto della band ma successivamente fu sostituito da Darrell Roberts. L'album è entrato nella classifica Billboard 200 nella prima settimana dalla pubblicazione e alla posizione numero due nella classifica Billboard's New Artist/Heetseekers. The Bleeding è stato nella top 40 nella classifica delle radio rock arrivando fino alla top 10 e monopolizzando le radio per altri otto mesi.
Dal 30 luglio al 20 settembre 2007 la band prese parte, a supporto dei Korn, al Family Values Tour e al Bitch We Have a Problem Tour dal 22 settembre al 27 ottobre 2007. La band, in seguito, avrebbe dovuto fare un altro tour insieme ai Chimaira e ai All That Remains, ma il cantante Ivan Moody sviluppò delle cisti alle corde vocali e dovette essere ricoverato d'urgenza, annullando così il tour. Da aprile a maggio 2008 suonarono al fianco dei Disturbed nel loro tour "Indestructible".
The Way of The Fist fu ripubblicato il 13 maggio 2008 in edizione limitata con l'aggiunta di tre bonus track. Una delle nuove tracce, Never Enough, fu estratta come secondo singolo dell'album il 15 luglio 2008. Nello stesso anno presero parte al Mayhem Festival. Il terzo singolo, Stranger Than Fiction, fu pubblicato il 17 settembre 2008. L'album fu pubblicato più tardi in altri paesi, in Canada dalla Spinefarm Records il 4 novembre 2008 e in Europa il 19 gennaio 2009. Nel gennaio 2009 Darrel Roberts lasciò la band per poi venire rimpiazzato da Jason Hook.

### War Is the Answer(2009 – 2010)
Il secondo album in studio dei Five Finger Death Punch fu annunciato nel maggio del 2009. Prodotto da Kevin Churko e mixato da Randy Staub, debuttò al numero 7 della Billboard 200 e ottenne il disco d'oro dalla RIAA. Il primo singolo estratto, Hard to See, fu pubblicato il 21 luglio 2009. Per promuovere l'album la band prese parte al tour "The Shock and Raw". Il principale supporto al gruppo fu fornito dagli Shadows Fall, con un ulteriore supporto proveniente da Otep e 2Cents. Al termine del tour negli Stati Uniti portarono "The Shock and Raw" in Europa, supportati nuovamente dagli Shadows Fall.
Il secondo singolo, Walk Away, è uscito il 2 novembre 2009. Nel Regno Unito furono pubblicati anche altri due singoli, Dying Breed, uscito il 16 novembre 2009, e No One Gets Left Behind, pubblicato l'8 marzo 2010. Nel mese di marzo 2010, i Five Finger Death Punch viaggiarono in Iraq e suonarono dieci spettacoli per le truppe americane ivi stanziate. Durante una loro esibizione al "Rock am Ring and Rock im Park" Zoltan Bathory, Matt Snell e Jeremy Spencer furono arrestati dalla polizia tedesca per presunte violazioni dei trattati internazionali sulle armi. Dopo aver riconosciuto l'evento come un malinteso, la polizia tedesca rilasciò i membri della band ed essi suonarono sia al Rock im Park del 4 giugno 2010 che al Rock am Ring del 6 giugno 2010 come previsto.
I Five Finger Death Punch hanno anche suonato sul Maurice Jones Main Stage al Download Festival il 12 giugno 2010 e, mentre suonavano Dying Breed, i loro apparecchi furono tagliati a causa delle troppe persone che surfavano sulla folla. Ottennero, tuttavia, il permesso di suonare un'ultima canzone, The Bleeding. Successivamente sono stati gli headliner al Mayhem Festival del 2010 con Korn, Rob Zombie e Lamb of God, dal 10 luglio fino al 14 agosto 2010. Il 17 agosto hanno eseguito i brani Bad Company e Hard To See nello show ABC Jimmy Kimmel Live!. Il 16 settembre 2010 la band ha pubblicato Far From Home come sesto singolo dell'album; sempre nel 2010 hanno supportato i Godsmack sul loro tour "The Oracle 2010" dal 3 ottobre al 4 novembre. La canzone Dying Breed venne poi inserita nella soundtrack del gioco Splatterhouse, remake della famosa casa di videogame Namco Bandai.

### American Capitalist(2010 – 2013)
La band ha cominciato la registrazione del nuovo album nel novembre del 2010, ripetendo la collaborazione con Kevin Churko.
Nell'aprile 2011 il bassista Mike Snell annunciò il proprio abbandono e nel giugno è stato annunciato che Chris Kael avrebbe preso il suo posto.
Il 27 luglio 2011 la band ha annunciato il titolo del nuovo album, American Capitalist, dopo aver messo in rete il primo singolo intitolato Under and Over It. Ad ottobre la band prese parte al "Share the Welt" tour, assieme a gruppi come All That Remains, Hatebreed e Rev Theory.
L'album è uscito l'11 ottobre 2011 mentre il secondo singolo estratto, Back for More, è uscito il 13 settembre e venne incluso nella colonna sonora del videogioco Madden NFL 12.
Durante il tour la band ha avuto a disposizione uno studio mobile per scrivere e registrare il quarto album.

### The Wrong Side of Heaven and the Righteous Side of Hell(2013 – 2015)
Il 6 ottobre 2011 il chitarrista Zoltan Bathory ha dichiarato, tramite Facebook, che la band era al lavoro sul quarto album, pubblicando sulla sua fan page il seguente messaggio:
Il 1º maggio 2013 la band ha pubblicato sul proprio sito ufficiale l'annuncio che il quarto album in studio sarebbe stato diviso in due volumi. La data di uscita del primo venne fissata al 23 luglio 2013. Il singolo Lift Me Up, che vanta la partecipazione di Rob Halford dei Judas Priest, fu disponibile dal 14 maggio su iTunes.
Il 15 febbraio 2013 i FFDP annunciarono su Facebook che stavano lavorando al loro quarto album, che sarebbe uscito in estate. Il 28 febbraio la band posta sempre su Facebook un'immagine di Ivan che registrava qualche traccia per l'album. Il 12 marzo viene postato un video d'aggiornamento su YouTube. Il 18 dello stesso mese la band annunciò la propria partecipazione al Mayhem Festival 2013, postando un video promozionale del loro tour imminente con una breve canzone, Here to Die.
Il 1º maggio 2013, i Five Finger Death Punch annunciano l'uscita del Volume I dell'album, previsto per il 30 luglio, e del Volume II, con uscita prevista nel corso dell'anno. Il 6 giugno 2013 rivelano la cover-art del loro nuovo album, The Wrong Side of Heaven and the Righteous Side of Hell, Volume 1, e pubblicano anche una parte di un loro futuro singolo, Dot Your Eyes.
Il Volume I viene pubblicato il 30 luglio 2013 e debutta al primo posto come album rock a livello mondiale per poi affermarsi alla seconda posizione della Billboard 200 con 113 000 copie vendute nella sua prima settimana, diventando così il debutto migliore di un album della band.
Il 19 novembre 2013 viene pubblicato The Wrong Side of Heaven and the Righteous Side of Hell, Volume 2.

### Got Your Six(2015)
Il 13 gennaio 2015 i Five Finger Death Punch hanno annunciato l'inizio delle registrazioni per il sesto album, che uscirà il 28 agosto dello stesso anno.
Nel maggio 2015 il gruppo rivela il titolo del nuovo lavoro, Got Your Six, la cui pubblicazione è indicata per il 28 agosto 2015. Dall'album sono stati estratti i singoli Jekyll and Hyde, pubblicato il 15 giugno 2015, e Wash It All Away, pubblicato nell'ottobre 2015.
Il 1º dicembre 2016, Ivan Moody, ricoverato dopo essersi sentito male, viene sostituito da Philip Labonte (All That Remains) per permettere al gruppo di terminare il tour in Nord America.

### Causa legale,A Decade of DestructioneAnd Justice for None(2016-2018)
Il 27 aprile 2016 la rivista Billboard ha riportato la notizia secondo cui la casa discografica del gruppo, la Prospect Park, aveva intentato un'azione legale nei confronti dei FFDP per aver iniziato a lavorare ad un nuovo album senza il suo consenso e per aver stretto un nuovo accordo con un'altra casa, la Rise Records. Il cantante Ivan Moody, poco dopo, ha rivelato che il 2017 avrebbe segnato la fine della sua collaborazione con il gruppo ma il giorno successivo, sul sito della band, è stato chiarito che le intenzioni di Moody di partecipare ad un progetto parallelo non avrebbero in alcun modo implicato una sua uscita dai FFDP.
Successivamente, durante un tour di concerti nei Paesi Bassi, Moody è stato sostituito alla voce da Tommy Vext dei Bad Wolves in più occasioni e anche altri membri della band, durante le esibizioni, si sono assentati per lunghi tratti; successivamente, sulla propria pagina Facebook, la band ha chiarito che durante tour lunghi come quelli intrapresi in quel periodo inevitabilmente si creano alcuni problemi ma che niente sarebbe cambiato. Moody è stato poi ricoverato in una clinica ma è tornato sul palco il 19 agosto.
Nel dicembre 2017 la band ha annunciato di essere al lavoro per realizzare il loro settimo album in studio: il titolo, successivamente, si è rivelato essere And Justice for None e la data di uscita è stata fissata per il 18 maggio 2018. Il 21 dicembre 2017 è uscito il videoclip della cover realizzata dalla band della canzone Gone Away degli Offspring, che successivamente è stata inserita nel primo Greatest Hits del gruppo, A Decade of Destruction. Tra l'aprile e il maggio 2018 sono stati pubblicati tre singoli provenienti dal nuovo album.
Nel corso del 2018 il batterista fondatore Jeremy Spencer è costretto a lasciare la band per motivi di salute che non gli permettono più di suonare ad alti livelli. Al suo posto entra nella formazione Charlie Engen, su consiglio dello stesso Spencer.
Nel febbraio 2020 il chitarrista Jason Hook è costretto ad abbandonare il tour in corso per un intervento all cistifellea. Per il resto del tour viene sostituito dal vituoso della chitarra Andy James (già chitarrista dei Sacred Mother Tongue). A fine del 2020 il gruppo annuncia ufficialmente la separazione dal chitarrista Jason Hook, il quale dichiara di lasciare per dedicarsi ad altre attività dopo i lunghi anni di tour con i FFDP. La band conferma Andy James come chitarrista ufficiale nella line up.

## Formazione

### Formazione attuale
- Ivan Moody – voce (2005-presente)
- Zoltan Bathory – chitarra (2005-presente)
- Andy James – chitarra (2020-presente)
- Chris Kael – basso (2011-presente)
- Charlie Engen – batteria (2018-presente)

### Ex componenti
- Matt Snell – basso (2005-2010)
- Darrell Roberts – chitarra (2006-2009)
- Caleb Bingham – chitarra (2006)
- Jeremy Spencer – batteria (2005-2018)
- Jason Hook – chitarra (2009-2020)

## Discografia

### Album in studio
- 2007 – The Way of the Fist
- 2009 – War Is the Answer
- 2011 – American Capitalist
- 2013 – The Wrong Side of Heaven and the Righteous Side of Hell, Volume 1
- 2013 – The Wrong Side of Heaven and the Righteous Side of Hell, Volume 2
- 2015 – Got Your Six
- 2018 – And Justice for None
- 2020 – F8
- 2022 – AfterLife